# Conjuntivitis
La conjuntivitis és la inflamació de la conjuntiva, membrana mucosa que recobreix l'interior de les parpelles dels vertebrats, i que es propaga a la part anterior del glòbul ocular.
Presenta unes manifestacions comunes (enrogiment, sensació de cos estrany, plor) i d'altres segons la seva causa (lleganyes matinals en les infeccioses, ganglis augmentats en les víriques, picor en les al·lèrgiques, etc.), amb una duració d'1 a 3 setmanes.

## Causes
Segons la seva etiologia es poden classificar com:
- Bacterianes, caracteritzades per secreció abundant i groguenca (que acostuma a deixar les parpelles enganxades al llarg del son), falses membranes, i formació de papil·les (petites protuberàncies) en la conjuntiva palpebral.[2] Es tracten amb higiene ocular i antibiòtics tòpics.[3]
- Víriques, que són les més freqüents, produïdes generalment per adenovirus, amb menys lleganyes i possible afecció corneal dolorosa.[4] Són molt contagioses i habitualment remeten espontàniament, tot i que s'acostuma a descriure un tractament simptomàtic tòpic (antiinflamatoris) i rentatges freqüents.[5]
- Al·lèrgiques, que normalment són estacionals i es diferencien per la picor forta i les lleganyes mucoses. Sovint es presenten juntament amb rinitis.
- Per cossos estranys o traumàtiques.